# Вальдек
Ва́льдек (нем. Waldeck), в 1625—1805 и 1815—1918 годах Вальдек-Пирмонт (нем. Waldeck und Pyrmont) — территория современной Германии (ФРГ), а ранее монархическое государственное образование (графство, с 1712 года княжество (государство)), существовавшее с 1180 года под верховной властью владетельного дома Вальдек.
С 1918 года Вальдек — государство в составе Германской (Веймарской) республики. В 1929 году был присоединён к свободному государству Пруссия. Сегодня территории бывшего княжества входят в состав государств (федеральных земель) Гессен и Нижняя Саксония.

## История

### Образование графства
С начала XII века Вальдек был графством в составе Священной Римской империи, управлявшимся графами одноимённой династии. Князья Вальдек происходят от графов Шваленберга, основателем графства считается граф Фольквин II (1136/7—1177/8), присоединивший замок Вальдек к своим владениям и к своему титулу. Граф Винекинд и его брат Герман упоминаются уже в 1189 году под именем графов Вальдек.
Настоящим родоначальником Вальдеков был граф Адольф (1214—1270), владения которого оставались неразделенными до 1307 года. Около этого времени умер Генрих Железный, и его сыновья, Адольф и Генрих, основали две линии: Ландау и Вальдек, из которых первая прекратилась в 1495 году.

### Графство (XIV век — 1712 год)
Первоначально Вальдек был феодальным владением Майнцской архиепископии. В 1379 году графство стало имперской вотчиной. После смерти графа Генриха VI в 1397 году семья разделилась на две линии: старшая линия Ландау во главе с Адольфом III и линию Вальдекеров с Генрихом VII, которые временами даже враждовали друг с другом. В 1431 и 1438 годах владения обеих линий стали феодами ландграфства Гессен из-за финансовых затруднений, но также и под влиянием победы ландграфства над курфюршеством Майнц в 1427 году и присвоения графства Цигенхайн. Ландграф взял на себя имевшиеся у Вальдеков долги и погасил их.
В 1486 году после смерти Генриха VIII, линия Вальдек снова разделилась на линии Вальдек-Вильдунген и Вальдек-Айзенберг. Когда старая линия Ландау вымерла вместе с Отто IV в 1495 году, их владения вернулась к этим двум линиям. В 1526 и 1529 годах Филипп IV Вальдек-Вильдунгенский и Филипп III фон Вальдек-Айзенберг приняли Реформацию, после чего присоединились к Шмалькальденскому союзу протестантских князей. Несколько разделов наследства привели к появлению других различных линий и побочных линий, которые были воссоединены в 1692 году более новой линией Вильдунгеров.

Герб графства Вальдек

В 1625 году графство Пирмонт перешло к графам Вальдека, которые отныне носили титул графов Вальдека и Пирмонта. Однако объединение двух пространственно обособленных в конституционном отношении владений произошло только в XIX веке.
В 1639 году граф Филипп Дитрих фон Вальдек из новой линии Айзенбергов стал наследником последнего графа Палланд-Кулемборг и принял графство Кулемборг в Гелдерланде с владениями Верт в Мюнстерланде, Палант и Виттем. В 1655 году резиденция правителей была перенесена из замка Вальдек, который впервые упоминается в 1120 году, в Арользен. В 1664 году Дитриху наследовал его брат граф Георг Фридрих Вальдекский. После того, как все его четыре сына умерли, 12 июня 1685 года он ввел первородство во всем доме Вальдеков по контракту со своим двоюродным братом, графом Кристианом Людвигом из более поздней линии Вильдунгеров. После смерти Георга Фридриха в 1692 году император Леопольд I в 1697 году подтвердил этот договор. Христиан Людвиг стал единоличным правителем всего графства.
В 1640 году владение Тонна в Тюрингии, феодальное владение герцогов Саксонии-Альтенбургских, перешло к Вальдек-Пирмонту по наследству; однако в 1677 году он был продан герцогу Саксен-Гота-Альтенбург Фридриху I. Графство Куйленбург и светлость Верт перешли к Саксен-Гильдбурггаузену в 1714 году из-за брака второй дочери Георга Фридриха Софии Генриетты (1662—1702) с герцогом Эрнстом.

### Княжество (1712—1918)
6 января 1712 года Фридрих Антон Ульрих фон Вальдек-Пирмонт был возведён императором Карлом VI в наследственный сан князя и с тех пор называл себя князем цу Вальдек унд Пирмонт.
Во время американской войны за независимость князь Фридрих Карл Август предоставил британцам три полка, всего в Новом Свете сражалось 1225 солдат из Вальдеке.
В 1805 году Вальдек-Пирмонт был разделен между сыновьями князя Карла Августа, и Пирмонт стал отдельным княжеством, однако в 1812 году, после смерти одного из братьев, был вновь объединён с Вальдеком под скипетором второго, князя Георга I.
Присоединившись в 1807 году к Рейнскому союзу, Вальдек взял обязательство обеспечить гражданам-католикам равные права в исповедании своей религии и предоставить 400 солдат на случай войны. В 1814 году князь Георг Фридрих Генрих, сын Георга I, попытался объединить пребывавшее с Вальдеком с 1645 г. в личной унии графство Пирмонт (княжество с 1807 г.), чтобы сформировать княжество Вальдек-Пирмонт в соответствии с конституционным законом, но встретил сильное сопротивление со стороны сословий, увидевших в этом нарушение своих прав. В то же время независимость княжества была подтверждена в 1815 году Венским конгрессом, и Вальдек-Пирмонт стал членом Германского союза. Результатом совещаний с дворянством и городами явилась новая конституция от 19 апреля 1816 года, которая просуществовала до 1848 года. Но даже после этого до 1863/64 года в Пирмонте существовал небольшой отдельный государственный парламент специально для бюджетного законодательства.

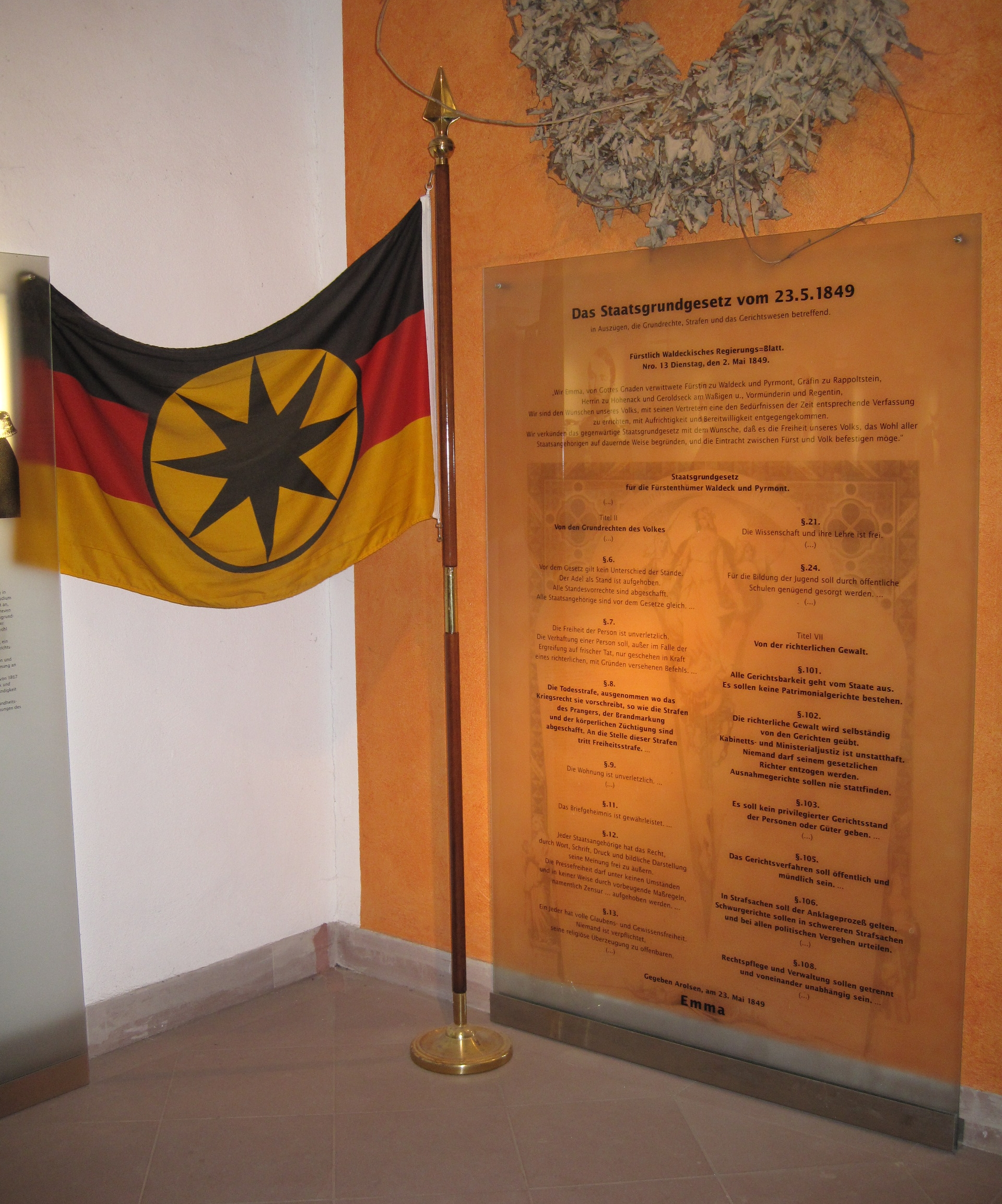
Государственный основной закон (Staatsgrundgesetz) Княжества Вальдек-Пирмонт от 23 мая 1848 года

В 1815 году Вальдек присоединился к Германскому союзу, а в 1832 году — к Германскому таможенному союзу. В 1847 году по наущению Пруссии феодальный суверенитет Гессен-Касселя над Вальдеком и Шаумбург-Липпе был окончательно упразднен арбитражным решением Бундестага, после того как он уже был фактически расторгнут присоединением Вальдека к Рейнскому союзу. После этого Гессен не мог претендовать на княжество как выморочное имущество.
1 августа 1862 года Вальдек-Пирмонт заключил военную конвенцию с Пруссией и встал на её сторону в австро-прусской войне 1866 года. Небольшое и слабое в финансовом отношении княжество было не в состоянии платить свои взносы в Германский союз, его парламент единогласно отклонил федеральную конституцию, чтобы призвать принца подписать договор о присоединении с Пруссией. Бисмарк ранее отвергал идею союза из соображений престижа. Вальдек-Пирмонт заключил договор о присоединении с Пруссией в октябре 1867 г., согласно которому княжество оставалось номинально независимым, но Пруссия взяла на себя государственный дефицит и внутреннюю администрацию с судебной и школьной системой с 1 января 1868 года, хотя и в соответствии с законами Вальдека. С тех пор Пруссия, по формальному соглашению с князем, назначила провинциального директора. Юрисдикция осуществлялась прусскими окружными судами в Касселе, а в районе Пирмонта — в Ганновере. Князю оставалось только управление церковью, право на помилование и право утверждать законы. Он также продолжал получать доходы от доменов. Впоследствии контракт продлевался каждые десять лет. Таким образом, Вальдек так и оставался участником Союза, который в 1871 году стал Германской империей. В 1905 году территория Вальдек-Пирмонта составляла 1121 км², население — 59 000 человек.
13 ноября 1918 года последний князь отрёкся от престола. 9 марта 1919 года прошли выборы в Конституционное Земельное представительство (verfassunggebenden Landesvertretung), однако конституция так и не была принята. В 1922 году от Свободного государства Вальдек был отделён район Пирмонт и передан Пруссии. В 1929 году Свободное государство Вальдек вошло в состав Пруссии, и районы Вальдека были включены в состав провинции Гессен-Нассау, административного округа Гессен. В 1942 году бывшие районы Вальдека были объединены в район Вальдек.

Графство Вальдек (снизу светло-зелёным).
Графство Вальдек на карте Германских земель 1400 года.
Графство Вальдек на карте Германских земель 1645 года.
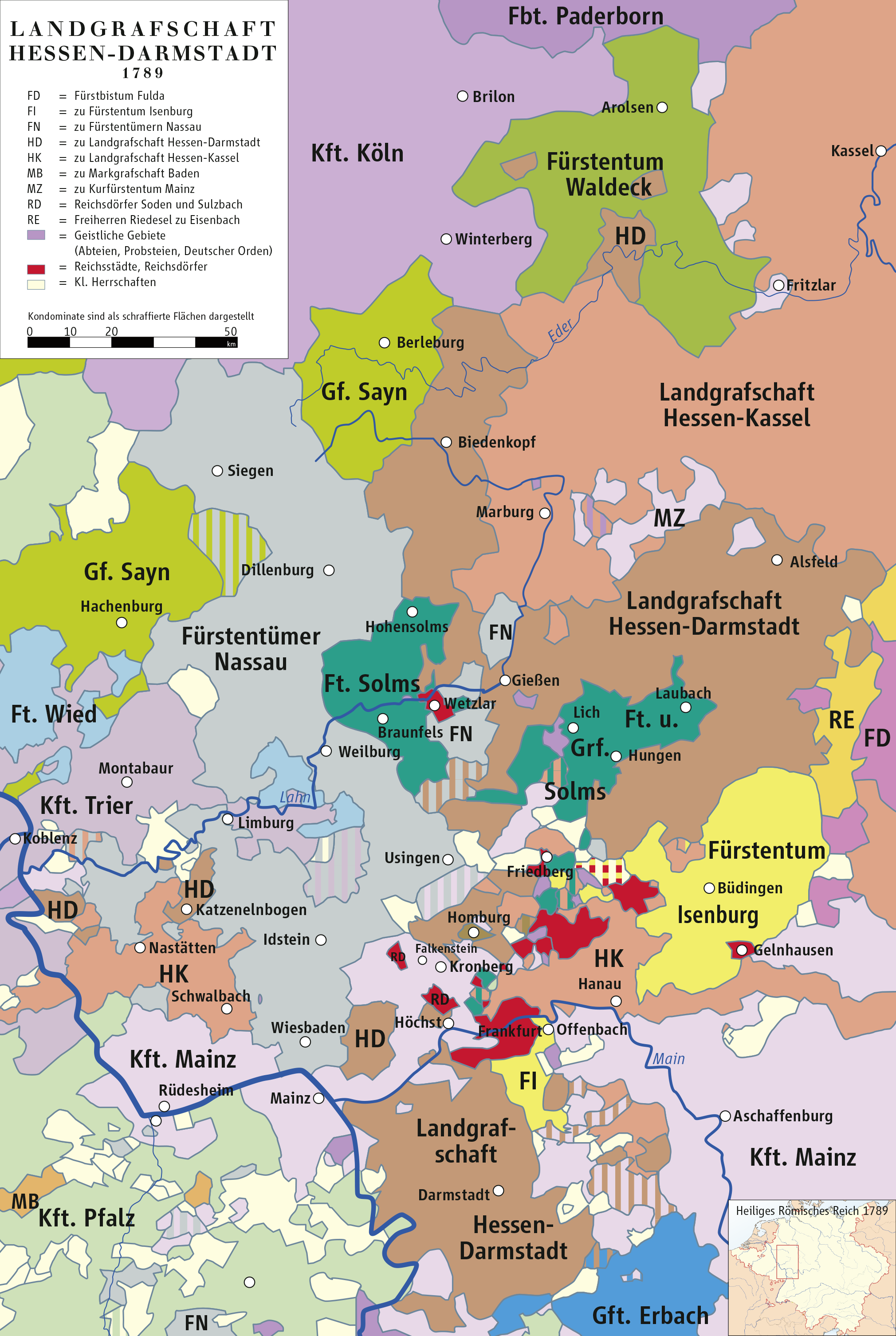
Княжество Вальдек на карте Германских земель, 1789 года.

## Государственный строй
Конституция Свободного Государства Вальдек-Пирмонт принята не была, представительный орган — Земельное представительство (Landesvertretung), избирался населением, исполнительный орган — земельный комитет (landesausschuss), во главе с земельным директором (Landesdirektor). Единственный судебный орган — участковый суд Бад Арользена (Amtsgericht Bad Arolsen).

## Административное деление
Территория Вальдека делилась на четыре района (Kreis):
- Район Эдера (Kreis der Eder)
- Район Эйзенберга (Kreis des Eisenbergs)
- Район Твиста (Kreis der Twiste)
- Район Пирмонт (Kreis Pyrmont)

## Князья Вальдек-Пирмонтские (1712—1918)
- Фридрих Антон Ульрих (1712—1728)
- Карл Август (1728—1763)
- Фридрих Карл Август (1763—1812)
- Георг I (1812—1813)
- Георг II (1813—1845)
- Георг Виктор (1845—1893)
- Фридрих Адольф Герман (1893—1918); брат королевы Нидерландов Эммы Вальдек-Пирмонтской.